# Prince Hoare (l'ancien)
Pour l’article homonyme, voir Prince Hoare (le jeune).
Prince Hoare (ca. 1711 – 5 novembre 1769) est un sculpteur anglais. « Prince » est un prénom, non un titre royal.
Peut-être né près d'Eye (Suffolk), frère de William Hoare, il se forme auprès de Peter Scheemakers (en) à Londres. Il s'installe ensuite à Bath dans le comté de Somerset avec son frère mais passe l'essentiel des années 1740 en Italie. Il revient à Bath en 1749 et reste actif comme sculpteur bien qu'il ait épousé une riche héritière. Il meurt à Bath.

## Œuvres (sélection)
| Œuvre                                                         | Année     | Emplacement (en 2007)         |
| ------------------------------------------------------------- | --------- | ----------------------------- |
| Buste en marbre de Philip Stanhope (4e comte de Chesterfield) | 1741      | Ranger's House                |
| Plusieurs statues pour Henry Hoare II                         | 1759      | —                             |
| Chimney-pieces                                                | 1760–1762 | Corsham Court                 |
| Buste de Beau Nash (en)                                       | 1761      | Guildhall, Bath (en)          |
| Monument à Alexander Pope                                     | 1761      | St. Mary's Church, Twickenham |